# Lew Tolstoi (Ort)
Lew Tolstoi (russisch Лев Толсто́й) ist eine Siedlung (possjolok) in der Oblast Lipezk (Russland) mit 8650 Einwohnern (Stand 14. Oktober 2010), die nach dem gleichnamigen Autor benannt wurde.

## Geographie
Die Siedlung liegt etwa 70 Kilometer Luftlinie nördlich des Oblastverwaltungszentrums Lipezk auf dem flachen Höhenzug, der die Wasserscheide zwischen dem 20 km entfernten Don im Westen und seinem 35 km entfernten linken Nebenfluss Woronesch im Osten bildet.
Lew Tolstoi ist Verwaltungszentrum des Rajons Lew-Tolstowski sowie Sitz und einzige Ortschaft der Landgemeinde Lew-Tolstowski selsowet.

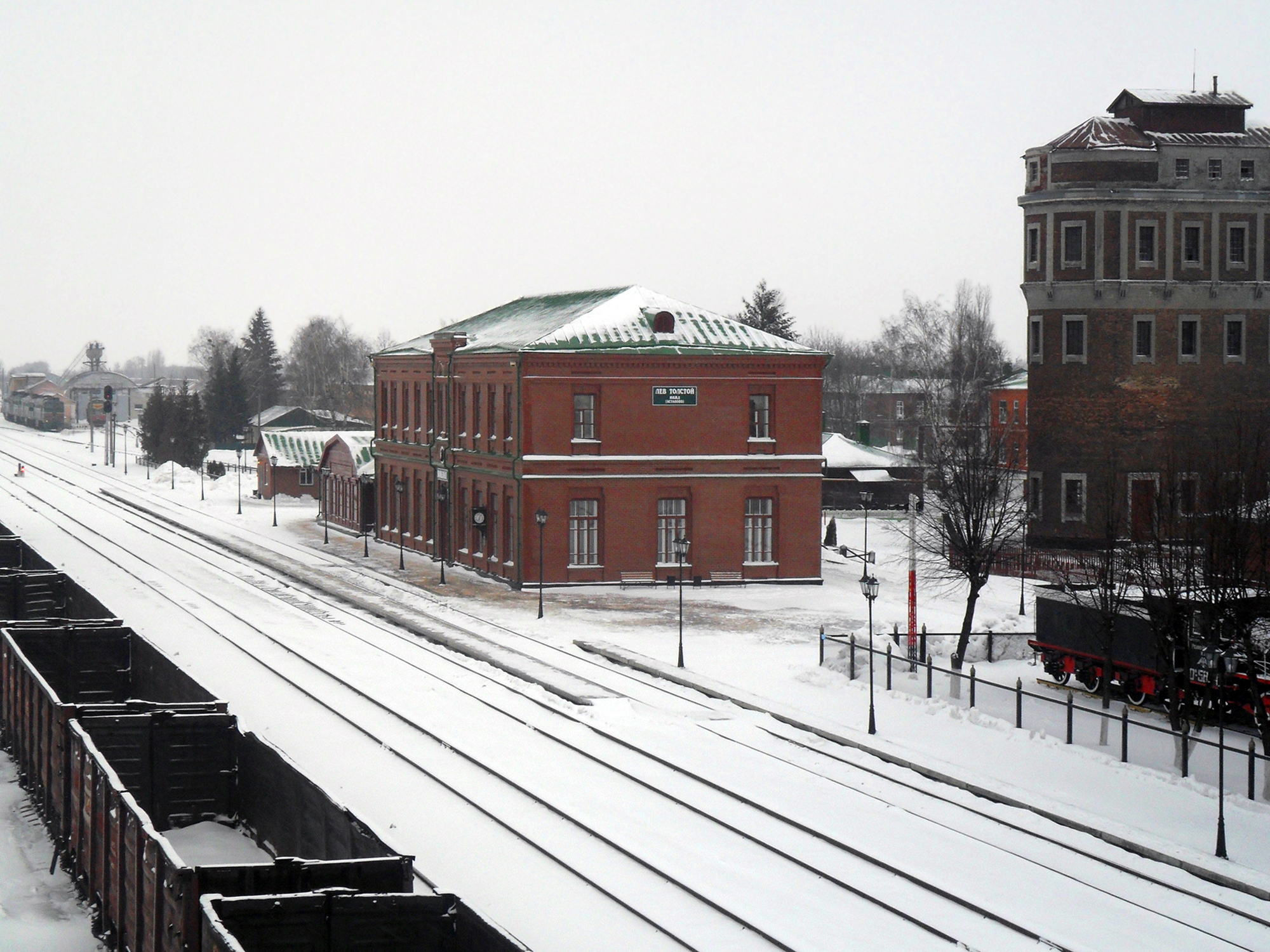
Bahnhof
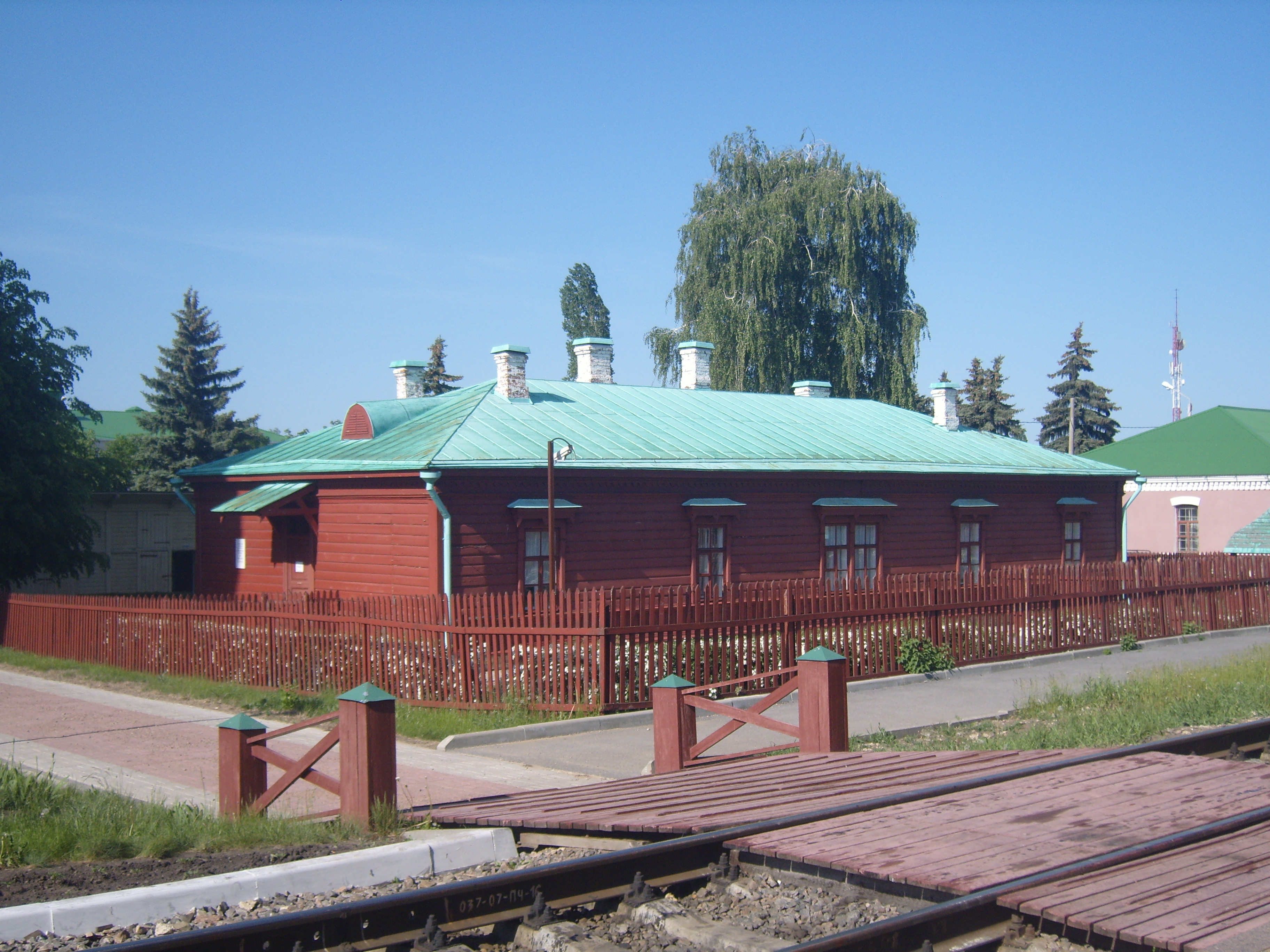
Tolstoi-Museum
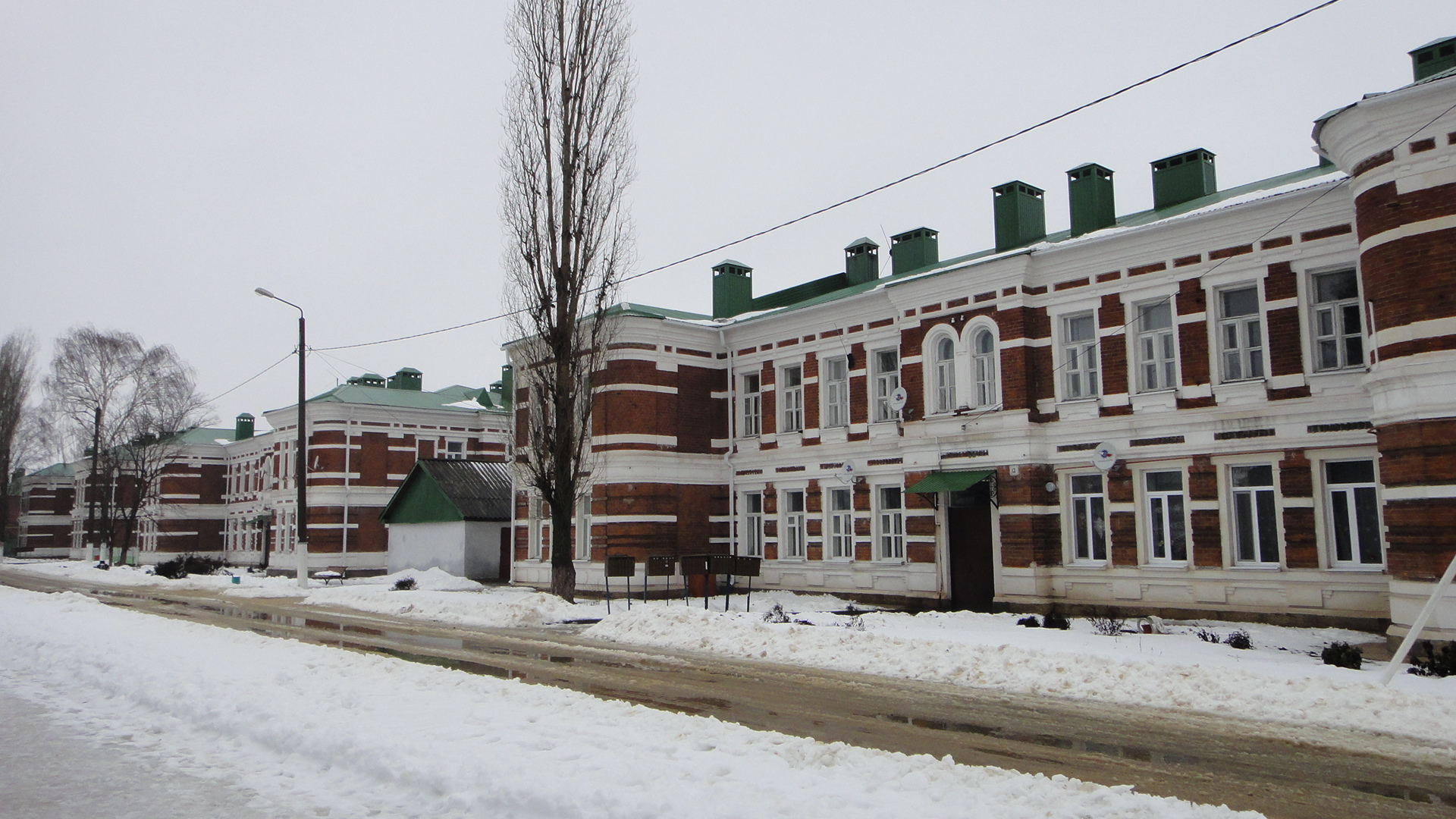
Eisenbahner-Wohnhäuser in der Bahnhofsstraße (Priwoksalnaja uliza)
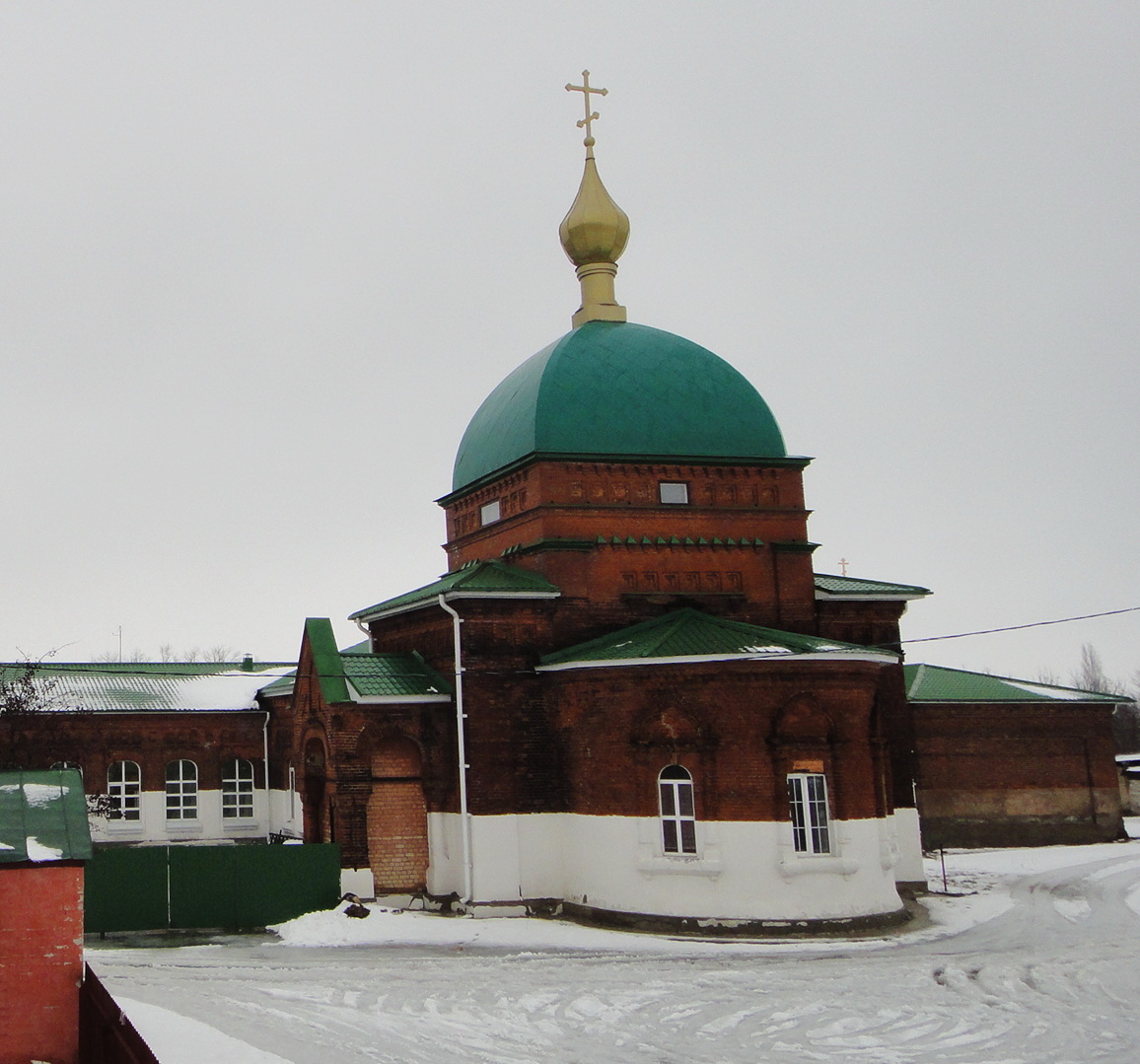
Dreifaltigkeitskirche (Troizkaja zerkow)

## Geschichte
Der Ort entstand 1890 im Zusammenhang mit dem Bau einer Bahnstation bei der Errichtung der Strecke Bogojawlensk (heute Perwomaiski) – Ranenburg (heute Tschaplygin) – Dankow und einer dort abzweigenden Strecke nach Lebedjan durch die private Rjasan-Uralsker Eisenbahn. Benannt wurde der Bahnhof nach dem fünf Kilometer östlich gelegenen, seit Mitte des 17. Jahrhunderts bekannten Dorf Astapowo. Um den Bahnhof entstand eine Siedlung, zur Unterscheidung von Dorf auch als Stanzija Astapowo („Station Astapowo“) bezeichnet. Mit der Verlängerung der Strecken über Dankow hinaus bis Smolensk (durchgehend eröffnet 1899) und von Lebedjan nach Jelez sowie dem Bau einer Querverbindung von Astapowo nach Trojekurowo an der neuen Strecke der Rjasan-Uralsker Eisenbahn nach Moskau Pawelezer Bahnhof 1898 nahm die Bedeutung des Kreuzungsbahnhofs zu, und die Stationssiedlung wuchs rasch.
Station und Siedlung lagen an der Grenze zwischen den Ujesden Dankow und Ranenburg im äußersten Süden des Gouvernements Rjasan. Bekanntheit erlangte der Ort, als dort am 7. Novemberjul. / 20. November 1910greg. der Schriftsteller Lew Tolstoi im Haus des Bahnhofsvorstehers Iwan Osolin verstarb. Zu Ehren Tolstois erhielten Station und Ort im November 1918 seinen Namen, und im Bahnhofsvorsteherhaus wurde ein bis heute bestehendes Tolstoi-Museum eröffnet.
1927 erhielt der Ort den Status einer Siedlung städtischen Typs. Mit der Schaffung eines nach ihm benannten Rajons am 30. Juli 1928 wurde Lew Tolstoi zu dessen Verwaltungssitz; der Rajon gehörte zunächst zur Zentralen Schwarzerde-Oblast (Zentralno-Tschernosjomnaja oblast), ab deren Aufteilung am 31. Dezember 1934 zur Oblast Woronesch und ab 26. September 1937 zur neu gebildeten Oblast Rjasan. Seit 6. Januar 1954 ist er Teil der Oblast Lipezk. Am 1. Februar 1963 wurde der Rajon vorübergehend zwischen den benachbarten Dankowski und Tschaplyginski rajon aufgeteilt, aber am 11. Januar 1965 wiederhergestellt.
Seit 2005 ist Lew Tolstoi ländliche Siedlung.

### Bevölkerungsentwicklung
| Jahr | Einwohner |
| ---- | --------- |
| 1939 | 5964      |
| 1959 | 7737      |
| 1970 | 7974      |
| 1979 | 8292      |
| 1989 | 9139      |
| 2002 | 9035      |
| 2010 | 8650      |

Anmerkung: Volkszählungsdaten

## Verkehr
Durch Lew Tolstoi verläuft die Regionalstraße von Rjasan über Tschaplygin und Dankow nach Jefremow, ehemals R126, heute von Lew Tolstoi nach Dankow als 42K-101, nach Tschaplygin als 42K-553 ausgezeichnet.
Der Ort liegt an der Eisenbahnstrecke von Tschaplygin (Station Ranenburg) nach Kurkino (Station Kulikowo Pole; ab dort im weiteren Verlauf – ehemals in Richtung Smolensk – bis Tjoploje 1995 stillgelegt und später abgebaut) sowie der abzweigenden Strecke nach Jelez, die von der Südost-Eisenbahn betrieben werden. Die Verbindung nach Trojekurowo wurde 1998 ebenfalls stillgelegt und abgebaut.